# Альянс (политическая партия Новой Зеландии)
Альянс  (англ. Alliance) — политическая партия, действовавшая в Новой Зеландии с 1991 по 2015 год. Альянс позиционировал себя как демократическую социалистическую альтернативу левоцентристской Лейбористской партии.
Выступала за расширение государства всеобщего благосостояния, полную занятость, бесплатные образование и здравоохранение. С этой целью она ратовала за прогрессивное налогообложение и замену налога на товары и услуги на налог Тобина, или «налог Робин Гуда». Её программа также останавливалась на энвайронментализме, правах женщин и коренного населения. Поддерживая безъядерный статус Новой Зеландии, она осуждала военные интервенции.

## Основание
Партия Альянс была создана как блок левых политических партии в Новой Зеландии. Её создание произошло путем объединения четырех малых партий. Всего в Альянс вошли пять политических сил:
- Новая лейбористская партия (NewLabour Party), основанная в 1989 году левым крылом Лейбористской партии во главе с её бывшим лидером Джимом Андертоном, покинувшими ряды лейбористов в знак протеста против неолиберальной политики министра финансов Роджера Дугласа;
- Демократическая партия Новой Зеландии, восходящая к основанной в 1953 году Партии социального кредита, трансформированной в 1985 году в Политическую лигу социального кредита;
- «Зелёные», основанные в 1990 году на базе Партии ценностей (от 1972 года) и ряда энвайроменталистских организаций как экологическая партия;
- Мана Мотухаке (Mana Motuhake), маорийская партия, основанная в 1979 году лейбористским депутатом Матиу Рата;
- Либеральная партия Новой Зеландии, присоединившаяся к Альянсу позже остальных как социал-либеральный откол от Национальной партии.

## История

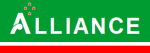
Изначальный логотип Альянса

Партия Альянс официально была зарегистрирована 1 декабря 1991 года. Получив 18 % голосов (но только 2 депутатских места) на своих первых выборах в 1993 году, она оставалась влиятельной на протяжении 1990-х, хотя «Зелёные» за это время и покинули её ряды.
Пользуясь преимуществами новой избирательной системы, Альянс проводил 13 и 10 депутатов на выборах 1996 и 1999 года соответственно. По итогам последних он вошёл в правительственную коалицию с Лейбористской партией, вновь приблизившейся к своим изначальным социал-демократическим истокам.
Основатель и парламентский лидер Альянса Джим Андертон стал заместителем премьер-министра Хелен Кларк в её кабинете, однако его отношения с партийным президентом Мэттом Маккартеном обострились, и в 2002 году Андертон со сторонниками откололся, сформировав Прогрессивную партию (с 2005 года получившую название «Прогрессивная партия Джима Андертона»). Остальные депутаты от Альянса потеряли свои мандаты по итогам выборов того же года. На выборах 2005 года её поддержка упала ещё больше, не превышая 1 %.
После ряда неудач и расколов в конце 2000-х годов партия была расформирована. 26 мая 2015 года регистрация Альянса была официально отменена избирательной комиссией по просьбе руководства партии.